# تپه کال باخ
تپه کال باخ مربوط به دوره اشکانیان است و در شهرستان کوهدشت، بخش مرکزی، دهستان کوهدشت شمالی، ۸۵۰ متری جنوب شرق روستای چم کبود واقع شده و این اثر در تاریخ ۲۸ اسفند ۱۳۸۵ با شمارهٔ ثبت ۱۸۸۰۳ به‌عنوان یکی از آثار ملی ایران به ثبت رسیده است.